# ラオス料理

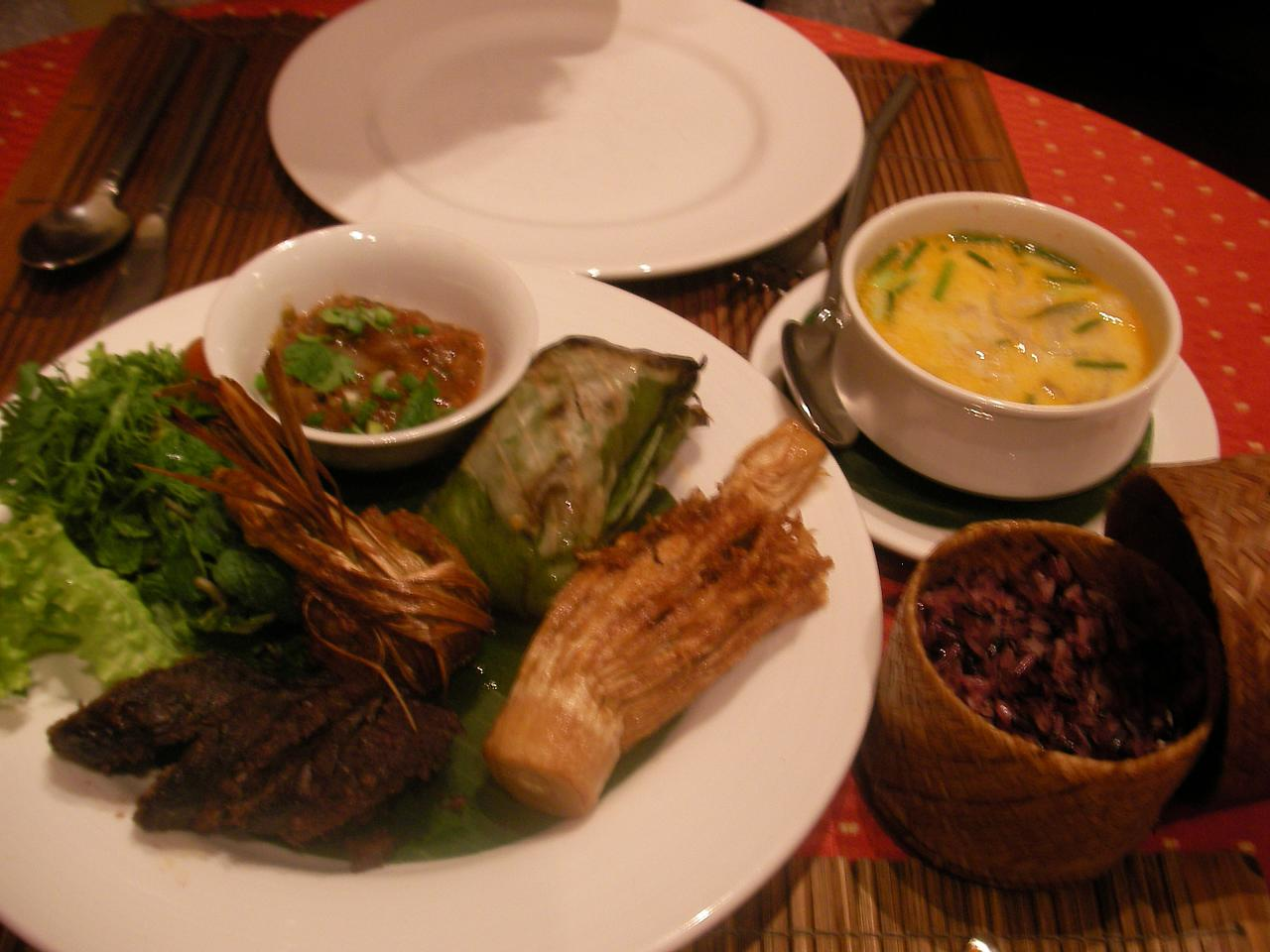
ルアンプラバンでのラオス料理：チェオ・マーク・レン（トマトディップ）、ソームムー（バナナの葉で巻いたもの）、赤米のカオ・ニャオ等

ラオス料理（ラオスりょうり）は、東南アジアのラオスの料理である。他の東南アジア国とは異なり、ラオスではもち米を主食としている特徴があり、もち米は手で食べられる。南姜、レモングラス、パーデークはラオス料理の最も重要な材料。ラオス料理を代表するメニューはラープであり、刻み肉とハーブとライムジュースとスパイスから作られる。もう一つのラオスの主要産物は、オーラムと呼ばれるスパイシーなハーブと肉を煮込んだ料理である。

## 特徴

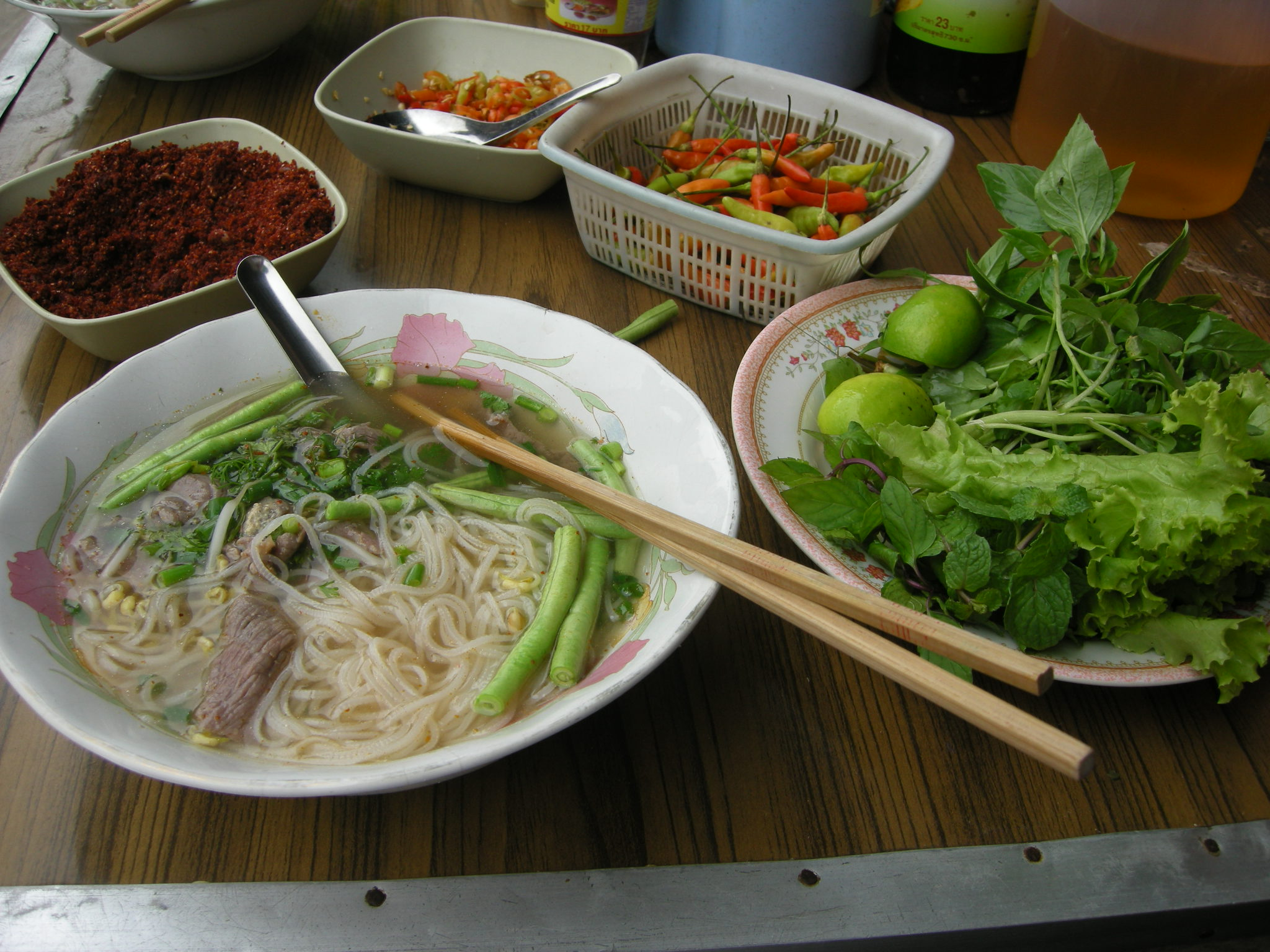
朝食に食べられる麺等

東南アジア唯一の内陸国であるラオスには、ハーブなど山と川の幸をふんだんに使った素朴でヘルシーな料理が数多くある。
ラオス人の主食はカオ・ニャオと呼ばれるもち米で、カオ・チャオと呼ばれるうるち米はごく少数。カオ・ニャオは、鶏肉、牛肉、豚肉などを使った肉料理や川魚を使った魚料理、パパイヤのサラダなどの野菜料理、ディップ、スープなどのおかずと一緒に食べられる。
ラオス人の主食カオ・ニャオは、ティップ・カオと呼ばれるふた付きの丸い籠に入れて出され、おかずと一緒に手を使って食べる。
チェオと呼ばれる、炭火で焼いたトマトもしくはナス、唐辛子、コリアンダーから作ったディップはラオスの食卓には欠かせない。
またラオス料理には「モック」と呼ばれる、魚もしくは魚卵や川海苔等を野菜やハープと混ぜてバナナの葉で巻いて蒸した、もしくは炭火で焼いた料理も多い。

## 材料
- 南姜
- レモングラス
- パーデーク - 魚を使ったラオス独特のソース。パパイヤサラダなどに用いられる。
- ライム
- コブミカンの葉
- 生姜
- バジル
- ミント
- コリアンダー
- シャロット
- カーミットナス
- ニンニク
- 唐辛子
- キクラゲ
- ジュウロクササゲ
- タマリンド
- タマリンドの葉
- トマト
- 竹の子
- バナナの花（赤色の部分）

## 代表な料理

### 前菜
- カイ・ペン - 乾いた川海苔を油で揚げたもの。
- クア・パックボン - 空心菜炒め。
- ヨー
- ミアン
- ルック・シン

### サラダ
- 青パパイヤ・サラダ
- カオプン・サラダ
- 青バナナ・サラダ
- ジュウロクササゲ・サラダ

### 炒め物
- ラープ - ひき肉の香草炒め。ラオスの代表料理で、みじん切りにした肉に細かく切ったレモングラス、ミントなどの香草を混ぜて炒めた料理。ラープに使う肉は、鶏、牛、豚、アヒル、魚など様々。
- ラープ・グア - 牛肉のラープ。
- ラープ・パー - 魚のラープ。
- ラープ・ペッド - アヒル肉のラープ。
- ラープ・カイ - 鶏肉のラープ。
- ラープ・ムー - 豚肉のラープ。

### 煮込み類
- オー・ラム
- ゲーン・ノー・マイ - 竹の子のスープ。

### スープ
- トムカーガイ - レモングラス、南姜、コリアンダーの入ったチキンのスープ。
- ケン・パー
- トム・ペッド

### ディップ
- チェオ・マック・レン - 焼いたトマト・唐辛子・コリアンダーから作ったディップ。もち米と食べる。
- チエオ・マック・クア - 焼いたカーミットナス・唐辛子・コリアンダーから作ったディップ。
- チェオ・ボーン

### 焼き料理
- ピン・ガイ - ハーブで味付けたラオス風焼き鶏。
- ピン・パー - ラオス風焼き魚。

### カレー類
- ケン・カリー

### 米料理
- カオ・ピアク・カオ - 煮込んで作る粥。
- カオ・クア - ラオス風のチャーハン。
- カオ・ピン（もしくはカオ・チー） - 卵、シャロット、コリアンダーなどで味を付けているもち米を焼いた料理。
- ネーム・カオ

### 麺類
- カオ・ピアク・セン - タイでは「クィジャップユアン」（ベトナムの米の麺類）（ก๋วยจั๊บญวน）と言う。
- カオソーイ
- カオ・プン
- ミー・カティ
- クアーミー

### 肉・魚料理
- サイ・ウア - ラオス風ソーセージ。スパイスの利いた手作りソーセージは、独特の酸味がある。豚肉、鶏肉、牛肉、ハーブ入り、唐辛子入りなど、ソーセージの種類は多数。
- サイ・コーク
- シン・ヘン
- シン・トーク
- ソム・ムー
- ソム・パー
- モック・パー
- モック・カイ・パー
- モック・カイ

### 蒸らし料理
- ウア・ドーク・ケア

### デザート
- ナム・ワン
- カオ・パード
- カオ・トム
- カオ・コープ

### 飲料

#### アルコール飲料
- ビア・ラオ
- ラオ・ラオ - ラオスのウイスキー。
- ラオ・カオ
- ラオ・ハイ

#### 清涼飲料飲料
- ナム・パン - 果物（パイン、スイカ、メロンなど）と氷と一緒にシェイクした飲み物。
- ナム・マーク・ナオ - ライムジュース。